# Nesapterus koelensis
Nesapterus koelensis är en skalbaggsart som först beskrevs av Blackburn 1885.  Nesapterus koelensis ingår i släktet Nesapterus och familjen glansbaggar. Inga underarter finns listade i Catalogue of Life.